# Brownstone Productions
Brownstone Productions, Inc. est une société de production américaine, surtout connue pour la production de la série de films Pitch Perfect (Pitch Perfect, Pitch Perfect 2, Pitch Perfect 3) et un film de comédie d'action Charlie's Angels.

## Histoire
La société a été fondée le 16 octobre 2002 à Santa Clarita, en Californie, par Elizabeth Banks et Max Handelman. Depuis 2019, le siège social de la société est à Universal Studios Lot, à Universal City, en Californie.
En janvier 2015, elle a conclu un contrat de premier regard de deux ans avec Universal Pictures. En juin 2015, elle a conclu un contrat pluriannuel avec Warner Bros. Television.
En 2019, la société a reconduit un contrat de premier aperçu avec Universal Pictures et Warner Bros. Télévision.

## Filmographie
- 2009 : Clones
- 2012 : Pitch Perfect
- 2014 : Blackout total
- 2015 : Pitch Perfect 2
- 2017 : Pitch Perfect 3
- 2017 : La Femme la plus détestée d'Amérique
- 2017 : Yours Sincerely, Lois Weber
- 2019 : Charlie's Angels
- 2022 : Cocaine Bear d'Elizabeth Banks
- 2023 : Bottoms d'Emma Seligman